# Viking Almquist
Viking William Waldemar Love Almquist, född 29 september 1993 i Åbo, är en svensk regissör och manusförfattare.

## Biografi
Almquist har studerat film vid Stockholms universitet och filmproduktion vid Kalix folkhögskola. Han har främst regisserat ett stort antal kortfilmer. Han har även regisserat och skrivit manus till historiska dramalångfilmen Vikingasystrar och skräckfilmen Sankta Lucia.

## Filmografi (i urval)
- 2022 – Vikingasystrar
- 2024 – Sankta Lucia